# The Evil That Men Do (película)
The Evil That Men Do es una película de acción de 1984 dirigida por J. Lee Thompson y protagonizada por Charles Bronson, Theresa Saldana, Joseph Maher y Anaís de Melo. Fue adaptada por David Lee Henry y John Crowther de la novela del mismo nombre de R. Lance Hill.

## Sinopsis
Holland es un exasesino de la CIA que vive tranquila y pacíficamente en las Islas Caimán. La muerte de Jorge Hidalgo, un amigo y periodista disidente, lo persuade de salir de la jubilación. Hidalgo fue asesinado por Clement Molloch, un médico galés radicado en Guatemala. Molloch es un experto en la ciencia de la tortura y vende sus conocimientos y habilidades a cualquier gobierno que pueda pagar su precio.

## Reparto
- Charles Bronson es Holland.
- Theresa Saldana es Rhiana.
- Joseph Maher es Clement Molloch.
- José Ferrer es Hector Lomelin.
- Antoinette Bower es Claire.
- Angélica Aragón es María.
- Anaís de Melo es Dominique.
- René Enríquez es Max Ortiz.
- John Glover es Paul Briggs.